# Miss Italia 2023
Miss Italia 2023 si è svolta dall'8 all'11 novembre 2023. Dopo dodici edizioni, le finali sono tornate a svolgersi a Salsomaggiore Terme, sede storica del concorso. La serata finale dell’11 novembre 2023 è stata condotta da Jo Squillo (terza donna a condurre il concorso in solitaria dopo Milly Carlucci e Simona Ventura) e, per il quarto anno consecutivo, non è stata trasmessa in televisione ma solamente in streaming, questa volta sul sito web ufficiale del concorso.
Vincitrice è risultata la diciannovenne Francesca Bergesio di Cervere (CN).

## Le concorrenti
Le venti vincitrici delle selezioni regionali del concorso hanno ottenuto di diritto l'accesso alla finale. Le restanti venti finaliste sono state selezionate tra 220 candidate da una commissione tecnica (composta da Vera Slepoj, Ida Galati e Roberto Emanuelli) al termine delle prefinali nazionali svoltesi a Corigliano-Rossano dal 4 all'8 ottobre 2023.
1. Francesca Bergesio (Miss Piemonte)
2. Greta Cugliari (Miss Valle D'Aosta)
3. Alessia Anzioli (Miss Lombardia)
4. Michela Andreatta (Miss Trentino Alto Adige)
5. Jenny Ferino (Miss Friuli Venezia Giulia)
6. Luna Mariasole Meneguzzo (Miss Veneto)
7. Nicole Barbagallo (Miss Liguria)
8. Greta Laura Remorgida (Miss Emilia Romagna)
9. Giada Pieraccini (Miss Toscana)
10. Greta Narcisi (Miss Umbria)
11. Swami Morici (Miss Marche)
12. Chiara Avanzi (Miss Lazio)
13. Siria Di Giacomo (Miss Abruzzo)
14. Martina Di Stefano (Miss Molise)
15. Sofia Viola (Miss Campania)
16. Elena Paciello (Miss Basilicata)
17. Katrin Quaratino (Miss Puglia)
18. Carlotta Caputo (Miss Calabria)
19. Gloria Di Bella (Miss Sicilia)
20. Siria Pozzi (Miss Sardegna)
21. Ludovica Tullio (Miss Piemonte +)
22. Elisa Fasoglio (Miss Valle d'Aosta +)
23. Bianca Puddu (Miss Sardegna +)
24. Anastasia Pellegrino (Miss Sicilia +)
25. Lisa Piran (Miss Friuli Venezia Giulia +)
26. Aurora Laguardia (Miss Basilicata +)
27. Elisa Vico (Miss Liguria +)
28. Chiara Viscillo (Miss Puglia +)
29. Veronica Lasagna (Miss Lombardia +)
30. Jasmine D'Aniello (Miss Campania +)
31. Valentina Riedo (Miss Trentino Alto Adige +)
32. Antonella Iaffaldano (Miss Molise +)
33. Vittoria Gasparin (Miss Veneto +)
34. Chiara Clementi (Miss Marche +)
35. Debora Sarti (Miss Toscana +)
36. Giorgia Gjinaj (Miss Abruzzo +)
37. Arianna Pizzoni (Miss Umbria +)
38. Giulia Gerardi (Miss Lazio +)
39. Alice Galante (Miss Emilia Romagna +)
40. Zari Mastruzzo (Miss Calabria +)

## Piazzamenti
| Risultato finale | Concorrente |
| ---------------- | --- |
| Miss Italia 2023 | - – Francesca Bergesio |
| 2ª classificata  | - – Veronica Lasagna |
| 3ª classificata  | - – Siria Pozzi |
| Top 10           | - – Chiara Avanzi - – Chiara Clementi - – Jasmine D'Aniello - – Gloria Di Bella - – Giorgia Gjinaj - – Lisa Piran - – Chiara Viscillo |

## Titoli speciali nazionali
- Miss Miluna: Chiara Avanzi
- Miss Rocchetta Bellezza: Valentina Riedo
- Miss Sport Givova: Jasmine D’Aniello
- Miss Cinema Dr. Kleein: Luna Mariasole Meneguzzo
- Miss Framesi: Nicole Barbagallo
- Miss Sorriso MyLamination: Alice Galante
- Miss Eleganza: Chiara Viscillo
- Miss Guida sicura: Francesca Bergesio

Sono stati assegnati anche i seguenti titoli a ragazze non in gara:
- Miss Personalità: Giulia Gerardi e Aurora Miniaci
- Miss Coraggio: Jennifer Cavalletti e Ilenia Garofalo
- Miss Simpatia: Federica Nolla
- Miss Creatività: Lucia Cavallo
- Miss Talento: Rosa Telesca
- Miss Italia Social: Elisa Novello[5]

## Giuria
- Hoara Borselli
- Giuseppe Cruciani
- Giulia Salemi
- Vittorio Sgarbi (presidente di giuria)

## Ospiti
- Gloria Bellicchi (madrina)
- Petra Conti
- Chiara Guerra
- Laura Marzadori
- Piceno Pop Chorus
- Icy Subzero